# ジープ・チェロキー (XJ)
ジープ・チェロキー (XJ) (Jeep Cherokee) はアメリカン・モーターズ (AMC) が1983年に発表した新世代四輪駆動車で、既存のエンジン以外はすべてゼロから開発した本格4×4スポーツワゴンである。
先代チェロキー (SJ) やピックアップ出自の多くのSUVとは異なり、ラダーフレームを持たない、ユニボディーと呼ばれるモノコックボディーで登場した。
それまでのジープにはないコンパクトでスタイリッシュなクロスオーバーSUVであるが、ジープとしての血統を濃く受け継ぎ、高い悪路走破性を備えたクロスカントリー・カーでもある。
パリダカ出走のパジェロが火付け役となり、日本で1980年代後半から始まったクロカン四駆ブームの中にあって、1990年代中盤から4リットル・直6のハイパワーエンジンを得たXJは価格も300万円を切り、若者でも手の届く輸入RVとしてヒットした。「XJ」はジープ・チェロキーの形式名ではなく開発コード、またはその後も一般的に使用されるシリーズ名で、コードが同じものは車名が異なっていても共通のハードウエアを持つ。

## 概要

### 誕生
1970年代末期、アメリカン・モーターズ（以下AMC）はオイルショックのあおりを受け、販売が低調だったフルサイズのSJと呼ばれたワゴニアとチェロキーに対して、テコ入れをせまられた。
AMCは1984年に向けたXJチェロキー（以下XJ）の開発に2億5000万ドルを投じた。XJの"X"に秘められたものがあるのなら“社運を掛けた試験的プロジェクト”だったともとれる。
1979年当時、AMCの株式の46.1 %を取得していたのはフランスのルノーであり、XJ開発におよぼす影響力もまた大きかった。これは、アメリカ生まれのXJが、サイズやスタイリングにユーロテイストを持つ所以となっており、事実、発表後、フランスをはじめとした欧州各国でのXJの人気は高いものがあった。
スタイリングデザインは、AMCのデザイン担当副社長として1960年代から数々の個性的デザインを（AMCの苦しい財政事情の制約の中で低コストに）送り出してきたディック・ティーグの指揮による社内デザインである。これはティーグが手がけた最後の市販モデルとなった。
フルサイズのチェロキー (SJ) に比べ、長さで530 mm、幅で150 mm、高さで100 mm小さく、重量も約450 kg軽いというコンパクトサイズ（Compact sport utility vehicle）だった。ボディはフレーム構造をとらず、モノコック（ユニフレーム）式となった。SJと同様、XJでもワゴニアは4ドアのみ、チェロキーには2ドアと4ドアが用意された。エンジンは自社製直列4気筒がメインで、GM製2.8リットルV6も選べた。この直4エンジンはパワー不足で不評であり、より高出力のパワーユニットの搭載が待たれた。トランスファーにはセレック・トラック4WD、もしくはコマンド・トラック4WDが搭載された。どちらもAMC独自のユニークな四輪駆動システムである。
1983年9月カリフォルニア州ボレゴ・スプリングス においてプレス発表が行われた。ボレゴ・スプリングスはアンザ・ボレゴ砂漠州立公園内にある街で、その近傍でプレス関係者に岩とサボテンばかりの砂漠を試乗させた。
この全く新しいXJチェロキー/ワゴニア・スポーツ・ワゴンは、『フォー・ホイーラー』誌の「アンザ・ボレゴを120 km/hで走行可能な本格オフロードワゴン」とする記事を初め、欧米の自動車評論家の間で絶賛され、1984年には自動車専門誌3誌から「4×4オブ・ザ・イヤー」を受賞した。スタイリッシュなボディからは想像しがたいが、足回りは、フロントがコイルスプリング+5リンク、リアがリーフスプリングに吊られた、前後ともリジッド・アクスルで、Jeep の名に恥じないクロスカントリー・カーである。

### 日本での評価
この新生XJの日本への輸入は1985年3月頃から近鉄芝浦自動車整備（のちに近鉄モータースに吸収） あるいはジープ・ジャパンによって行われた。エンジンはV6 2.8L (2830cc, 110PS/4600rpm, 20kgm/2400rpm) 、ATモデルのコマンド・トラックしか輸入されなかったが、四輪駆動車専門誌『フォーバイフォーマガジン』第8406号にて試走した紹介記事によれば、「今までの4駆からすれば、大変な意欲作。なんら新技術のないシンプルであるが、絶妙なバランス」と、辛口ながらも期待の込められたコメントがなされた。
1987年、XJに大きな変更が加えられる。いままでパワー不足を否めなかった直4とV6エンジンにとって代わるべく、CJ、YJに搭載された4.2リッター直6を4.0リッターへ縮小し、改良を加えたAMC製エンジンが搭載される。3928ccの排気量と、9.2というこの手のエンジンとしては高い圧縮比から、175馬力と30.4kgmのトルクを発生するパワフルな物になる。同様に『フォーバイフォーマガジン』第8705号の記事では、「価格が割安といってもそれはあくまでも輸入車としての話である。燃費も『排気量の割には』とただし書きをつけなければならないであろうが、私達のまわりの国産4X4の『乗用車化』が、トラックにいろいろと詰め込むことにすぎないのに対して、今やあらゆる日本のメーカーよりも弱小なAMCがやっているのが、『ジープを乗用車のようにする』という相反する条件を満たす難しい作業であり、その成果がこのチェロキーなのである。高い・安いとは少々次元が違う」との評価を受けた。

### 右ハンドルモデル
1993年モデルより、主に郵便集配用として本国で業務用として生産されていた右ハンドルモデル（運転手自身が頻繁に乗り降りする集配では、歩道側に面している右ハンドルのほうが効率的なため、受注生産されていた）を基にして主に日本市場向けに右ハンドル車を投入。これはアメリカ製自動車の正規輸入モデルとしては戦後初である。これをきっかけに、それまでの中立付近の遊びがはなはだしく大きく、前時代的であったステアフィールが大幅に改善されている。販売面では、車種を4ドアの一部グレードに絞り、さらにホンダ系ディーラーを販売ネットワークに加えたことと、1994年モデルから車両本体価格が300万円を切るグレードとして「スポーツ」を新投入したことで大きなヒットとなる。
1991年より採用されていた新エンジンは190馬力を発生しており、『カーグラフィック』誌1995年6月号の記事「上級クロスカントリー4WDの比較テスト」において、「1.6トンというこのクラスでは桁外れに軽いモノコックボディだから、0-400m：17.0秒という、スポーティーセダン顔負けの加速力を誇っているのだ」と評された。さらに「オフローダー一族にくくってはもったいないほど優れたハンドリングを見せたチェロキー。スポーツというグレード名がそのものズバリ。並みのFWDサルーンよりはるかに楽しく、しかも速くコーナーを駆け抜けることができる」とし、オフロードの走破性のみならずオンロードでのハンドリングにも一定の評価を得ている。また、『フォーバイフォーマガジン』誌の当時の編集長である石川雄一による総評では、「チェロキーはコンパクトで軽いので、日常の足としてもオフローダーとしても優れた4X4だ。ボクシーで都会的なスタイルは10年前のものとは思えず、今後も飽きられないだろう」とコメントされた。
1994年 モデルはベージュ内装になっている。
1995年モデルの外販色で設定されたアクアブルーは、日本ではこの年のみの販売となり、希少色となっている。
1997年、三角窓廃止、フロントエンドとバックドアを変更する、やや丸みを帯びたスタイルへのフェイスリフトが行われる。
その後、2001年まで生産され、次の世代のモデルであるKJチェロキーへとバトンタッチする。

## 年代別モデル一覧
※各モデルの型式は日本の運輸省（後の国交省）による認定形式で、ハイフン（-）以前は排出ガス規制適合識別記号。Jeepの場合、車台番号にこの文字は入らない。

### E-7W（1984年5月-）
- 1984年モデル

AMCより開発コードXJですすめられたモデルがジープ・チェロキーまたはワゴニア (XJ)としてデビュー。日本にはチェロキーのチーフとラレード、2グレードが輸入され、おもに近鉄芝浦自動車整備がディーラーとなり販売された。
同型であるワゴニアは4ドアモデルで、縦型4灯のヘッドライトやフェイク・ウッドのデカールで高級に仕立てられた車種であり、日本には少数が並行輸入された。
2.8リッターV6エンジン、110馬力、トルク20.0kgm。
コマンド・トラック

### E-7M（1987年1月-）
- 1987年モデル

本国で4リッター直6エンジンの導入。日本ではこの年のモデルから、待ちにまったセレック・トラックが輸入される。
175馬力、トルク30.4kgm
その後AMCはクライスラーに吸収され、クライスラージープ・チェロキーになる。
- 1989年モデル

クライスラージャパンセールスが設立され89年モデルより輸入販売開始。
ラインナップにはスポーツ（2ドア）とラレード（2/4ドア）、リミテッド（4ドア）、さらにスペアタイヤをアウトサイドにするかインサイドにするかも選べた。価格は435万円 - 550万円。
- 1990年モデル

スポーツモデルがカタログから消える。

### E-7MX（1990年12月-）
- 1991年モデル

新型改良エンジンを搭載しパワーアップ。スポーツがなくなり、全車ABSが標準装備される。
100台限定50周年記念モデルが販売。クルーズコントロールの標準化など、グレードにかかわらず前年モデルよりクオリティアップ。
190馬力、トルク31.1kgm
- 1992年モデル

2ドアモデルがカタログから消える。
- 1993年モデル

戦後のビッグスリーのアメリカ製自動車として初となる右ハンドル車を投入。納車点検及び販売をホンダに委託。グレードをリミテッド1本にして大幅な値下げ。372.5万円
- 1994年モデル

300万円を切る価格で『スポーツ』が再登場。1994年のクライスラージャパン車輌登録台数は1万3601台。チェロキーが約1万1000台(登録台数の81%)、うち約7000台(同51%)がスポーツであり、日本での浸透に貢献した。
- 1995年モデル

チェロキー全車に運転席エアバッグとリアヘッドレストを標準装備。
リミテッドはインサイドスペアタイヤに変更された。
- 1996年モデル

スポーツにもABSが標準装備。
エンジンを改良。内容はシリンダーブロックの剛性アップ、新設計カムシャフト、軽量アルミ鋳造ピストンの採用など。
エンジン出力に変更なし。

### E-7MX（1997年5月-）
- 1997年モデル

XJチェロキー13年ぶりにマイナーチェンジ
ボディー剛性43%アップ、配線系統全面改善、騒音・振動の低減、エアコンの冷房効率約30%向上、エクステリアを丸みのあるデザインに。
- 1998年モデル

全車にエンジンイモビライザーが標準装備。
- 1999年モデル

スポーツのフロントグリル、前後のバンパーやフェンダーアーチ（オーバーフェンダー）がボディと同色に塗られ、質感が向上。
リミテッドの運転席・助手席ともにシートヒーターを標準装備。

### GF-7MX（2000年1月-）
- 2000年モデル

リミテッドのフロントグリルをメッキ仕上げに変更、16インチアルミホイールを標準装備。ディストリビュータを廃止、ダイレクトイグニッション化。
- 2001年モデル

60周年アニバーサリーモデルを300台限定で販売。リミテッドベースだが、内装はモケットシートとなり、1992年以降の正規輸入では初の左ハンドルとなった。ボディーカラーはブラックとフォレストグリーンの2色を設定。